# Požar
 Ovo je glavno značenje pojma Požar. Za druga značenja pogledajte Požar (razdvojba).
Požar je nekontrolirano gorenje koje nanosi materijalnu štetu i/ili ugrožava ljudske živote.
S obzirom na raširenost iskorištavanja vatre, opasnost od požara postoji unatoč mjerama opreza i požari su česta pojava. Požar se pojavljuje i razvija pod različitim okolnostima.

## Klasifikacija požara
Može se izvršiti na nekoliko načina. S gledišta vatrogasnih intervencija požare možemo podijeliti po fazama razvoja, po obujmu i veličini, po mjestu gdje se razvijaju, po vrsti gorive stvari.
Faze požara: početni požar, razbuktali požar i faza zgarišta.
Obujam požara: mali, srednji, veliki i katastrofalni.
U malom požaru zahvaćena je manja količina gorive tvari i može se lako ugasiti. U srednjem požaru gori jedna prostorija neke zgrade ili više njih, a u velikom cijela zgrada, tvornica ili velika površina.
Požari prema vrsti gorive tvari: 
1. Požari klase A su požari krutih tvari poput papira, ugljena, drva i slično. Za gašenje se koriste sredstva poput vode, pijeska, određenih vrsti praha, pjene i haloni.
2. Požari klase B su požari zapaljivih tekućina - npr. zapaljiva ulja i slično. Gasimo ih pomoću pjene, praha, halona, ugljičnog dioksida ili raspršene vode.
3. Požari klase C su požari zapaljivih plinova. Gase se pomoću praha i halona.
4. Požari klase D su specijalni požari koji se teško gase, npr. požari lakih metala i sredstava koja su samozapaljiva i sl. Za njihovo gašenje nisu dovoljni obični vatrogasni aparati već se koriste posebni aparati sa specijalnim prahom ili suhi pijesak.

Kako bi se smanjio rizik od požara ugrađuju se automatizirani sustavi za dojavu i samostalno gašenje požara.
Kod javnih institucija, zgrada, ureda i svih ostalih pravnih subjekata Zakonom o zaštiti od požara propisana je obveza provođenja mjera zaštite od požara.